# Seis dias de Boston
Os Seis dias de Boston foi uma corrida de ciclismo de pista, da modalidade de seis dias, que se disputava em Boston (Estados Unidos). A sua primeira edição data de 1901 ainda que anteriormente já se tinham disputado algumas corridas mas de carácter individual.

## Palmarés
| Ano                              | Vencedores                        | Segundos                            | Terceiros                    |
| -------------------------------- | --------------------------------- | ----------------------------------- | ---------------------------- |
| Seis dias de Boston (individual) |                                   |                                     |                              |
| 1879                             | Charles Terront                   |                                     |                              |
| 1896                             | Robert Walthour Sr.               |                                     |                              |
| 1897                             | Charles Terront                   |                                     |                              |
| Seis dias de Boston (por casais) |                                   |                                     |                              |
| 1901                             | Otto Maya Fred Bowler             | Hugh McLean Jim Moran               | Floyd mcFarland Blecker      |
| 1902                             | Otto Maya Floyd McFarland         | George Leander John Rutz            | Ben Munroe Howard Freeman    |
| 1903-1906                        | edições não realizadas            | edições não realizadas              | edições não realizadas       |
| 1907                             | Hugh McLean Floyd Krebs           | Jim Moran Joe Fogler                | Eddy Root Walter Bardgett    |
| 1908                             | Iver Lawson Niels Marius Andersen | Worth Mitten Pat Logan              | Charles Vanoni Williams      |
| 1909                             | edição não realizada              | edição não realizada                | edição não realizada         |
| 1910                             | Jim Moran Frank Kramer            | Alfred Goullet Paddy Hehir          | Joe Fogler Elmer Collins     |
| 1911                             | edição não realizada              | edição não realizada                | edição não realizada         |
| 1912                             | Jim Moran Joe Fogler              | Eddy Root Paddy Hehir               | John Bedell Ernie Pye        |
| 1913                             | Ivar Lawson Joe Fogler            | Eddy Root Paddy Hehir               | Percy Lawrence Jake Magin    |
| 1914                             | Alfred Goullet Alfred Hill        | Reginald McNamara Jim Moran         | Peter Drobach Ivar Lawson    |
| 1915                             | Alfred Grenda Alfred Hill         | Reginald McNamara Bob Spears        | Jake Magin Menus Bedell      |
| 1916                             | Alfred Goullet Alfred Grenda      | Jake Magin Frank Corry              | Lloyd Thomas Peter Lawrence  |
| 1917-1925                        | edições não realizadas            | edições não realizadas              | edições não realizadas       |
| 1926                             | Harris Horder Alec McBeath        | Robert Walthour Jr. Anthony Beckman | Dave Lands Otto Petri        |
| 1927-1932                        | edições não realizadas            | edições não realizadas              | edições não realizadas       |
| 1933 (1)                         | Norman Hill Dave Lands            | Willie Grimm Edoardo Severgnini     | Charly Ritter Franz Duelberg |
| 1933 (2)                         | Norman Hill Albert Crossley       | Robert Walthour Jr. Tino Reboli     | Dave Lands Charly Ritter     |